# Чако (национальный исторический парк)
Национальный исторический парк Чако (англ. Chaco Culture National Historical Park) занимает территорию в 137 квадратного километра  и считается одним из самых важных районов в Северной Америке с точки зрения археологии.
Расположен на северо-западе штата Нью-Мексико, между городами Альбукерке и Фармингтон, в каньоне Чако.

## История
Люди, населявшие эту землю, создали самые массивные рукотворные сооружения за всю историю региона до 1800 года.
Чако представлял собой центр расцвета культуры анасази, или древних пуэбло (на языке навахо слово «анасази» означает «предки»). Хотя местность была в целом пустынной, в районе каньона жизнь била ключом. Местные жители возводили огромные башни (пуэблос) с просторными помещениями внутри, вокруг которых возникали небольшие поселения.
Такая система застройки стала отличительной чертой всего региона. Основными элементами архитектуры местных построек были каменные стены, булыжные основания и внешняя облицовка из заострённых камней. Это позволяло создавать здания высотой в более чем четыре этажа, что было нехарактерно для того времени.
В начале 1980-х годов Центр по изучению каньона Чако провёл много исследований, в том числе аэрофотосъемку местности, анализ состава почвы и инфракрасную термографию. Полученные данные показали, что дороги, ширина которых достигает 6 метров, представляют собой исключительно прямые линии вне зависимости от рельефа местности.
Конфигурация таких дорог во многом напоминает загадочные линии, обнаруженные в Англии и в пустыне Наска в Перу. Возможно, религиозная значимость таких сооружений была гораздо выше, чем транспортная.
Каньон Чако считается национальным памятником с 1907 года, а с 1980 года он приобрел статус исторического парка.

## География
Каньон Чако находится в бассейне Сан-Хуан, на вершине обширного плато Колорадо, в окружении гор Чуска на западе, гор Сан-Хуан на севере и гор Сан-Педро на востоке. Древние чакоанцы использовали густые леса из дуба, пиньона, сосны пондероза и можжевельника для добычи древесины и других ресурсов. Каньон расположенный в низинах, ограниченных полями дюн, хребтами и горами, выровнен примерно по оси с северо-запада на юго-восток и окружен плоскими массивами, известными как столовые горы. Большие промежутки между юго-западными боковыми каньонами имели решающее значение для отвода штормов в каньон и увеличения местного уровня осадков. Основные комплексы Чако, такие, как Пуэбло-Бонито, Нуэво-Альто и Кин-Клетсо, имеют возвышения от 6200 до 6440 футов (1890 до 1960 м).

## Геология

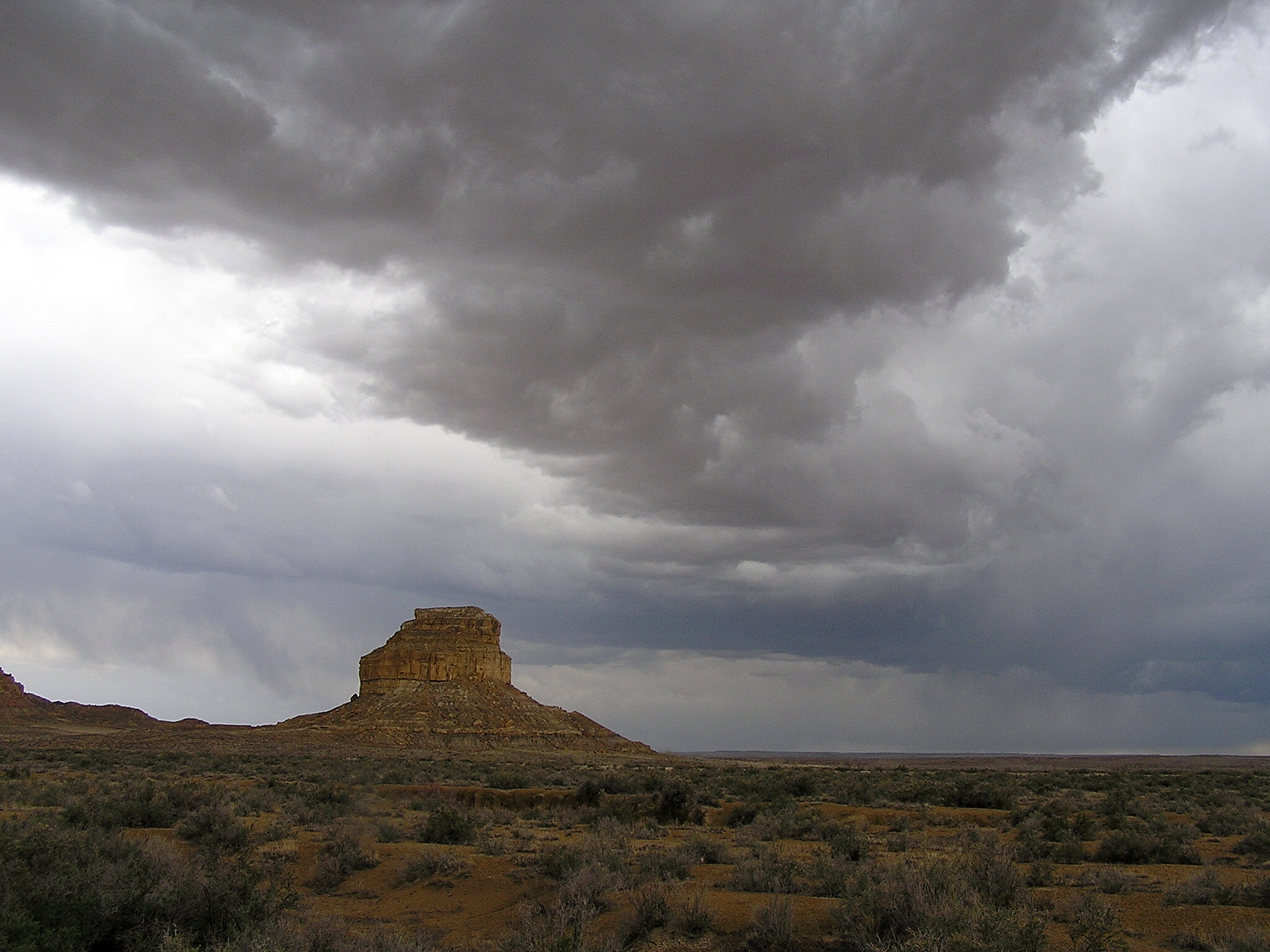
Летние грозы над Фахада-Бьютт и ущельем Фахада, недалеко от юго-западного края каньона Чако

После того как Пангейский суперконтинент разделился в меловой период, регион стал частью смещающейся переходной зоны между мелким внутренним морем—западным внутренним морем—и полосой равнин и низких холмов на Западе. Песчаная и болотистая береговая линия колебалась с востока на Запад, попеременно погружаясь и обнажая область на вершине нынешнего плато Колорадо, которое теперь занимает Каньон Чако.
Река Чако текла через верхние слои того, что сейчас является 400-футовой (120 м) горой Чакра (столовая гора), врезаясь в нее и выдалбливая широкий каньон в течение миллионов лет. Меса включает в себя песчаниковые и сланцевые образования, датируемые поздним мелом, которые относятся к формации Меса-Верде. Дно каньона было еще более эродировано, обнажив сланцевую коренную породу Менефи; впоследствии она была погребена примерно под 125 футами (38 м) осадочных пород. Каньон и гора лежат в пределах "ядра Чако", которое отличается от более широкого плато Чако, плоской области лугов с редкими лесными. Поскольку континентальный водораздел находится всего в 15,5 милях (25 км) к востоку от каньона, геологические характеристики и различные модели дренажа отличают эти два региона как друг от друга, так и от близлежащего склона Чако, склона Гобернадор и долины Чуска.

## Климат

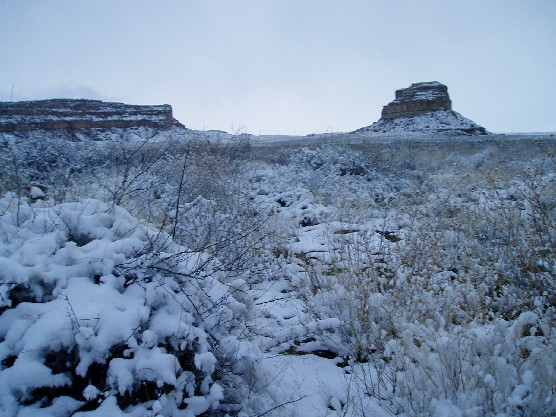
Фахада Бьютт: в Чако в среднем три-четыре снежных бури за зиму.

Засушливый регион с высоким ксерическим кустарником и пустынной степью, каньон и более широкий бассейн в среднем ежегодно выпадают 8 дюймов (200 мм) осадков; парк в среднем составляет 9,1 дюйма (230 мм). Каньон Чако расположен на подветренной стороне обширных горных хребтов на юге и Западе, что приводит к эффекту дождевой тени, который способствует преобладающему недостатку влаги в регионе. В регионе существует четыре различных сезона. Осадки чаще всего выпадают в период с июля по сентябрь, а май и июнь самые засушливые месяцы. Орографические осадки, которые являются результатом влаги, выжатой из штормовых систем, поднимающихся по горным хребтам вокруг каньона Чако, ответственны за большую часть летних и зимних осадков, а количество осадков увеличивается с увеличением высоты.
Чако переживает замечательные климатические экстремумы: температура колеблется от -38 до 102 °F (от -39 до 39 °C), и может колебаться на 60 °F (33 °C) за один день. В среднем в регионе менее 150 безморозных дней в году, и местный климат дико колеблется от лет обильных осадков до длительной засухи. Сильное влияние Эль-Ниньо-Южного колебания способствует переменчивому климату каньона.

## Флора и фауна
Чакоанская флора типична для североамериканских высокогорных пустынь: полынь и несколько видов кактусов перемежаются с сухими кустарниковыми лесами из сосны Пиньона и можжевельника, последний преимущественно на вершинах гор. Каньон гораздо суше, чем другие части Нью-Мексико, расположенные на таких же широтах и высотах, и ему не хватает хвойных лесов, обильных на востоке. Преобладающая редкость растений и диких животных была отражена в древние времена, когда перенаселение, расширение культивации, чрезмерная охота, разрушение среды обитания и засуха, возможно, привели к тому, что Чакоанцы лишили каньон диких растений и дичи. Было высказано предположение, что даже во влажные периоды каньон был способен выдержать только 2000 человек.
Среди чакоанских млекопитающих в изобилии встречаются койоты (Canis latrans); в каньоне также обитают олени, лоси и вилороги, хотя их редко встречают посетители. К важным мелким хищникам относятся рыси, барсуки, лисы и два вида скунсов. В парке обитают многочисленные популяции грызунов, в том числе несколько городков луговых собачек. Летом здесь встречаются небольшие колонии летучих мышей. Местная нехватка воды означает, что здесь обитает мало видов птиц; к ним относятся родраннеры, крупные ястребы (такие, как ястребы Купера и американские пустельги), совы, стервятники и вороны, хотя они менее многочисленны в каньоне, чем в более влажных горных хребтах на востоке. Также распространены значительные популяции мелких птиц, включая соловьев, воробьев и зябликов. Существует три вида колибри. Западные (степные) гремучие змеи иногда встречаются в глубинке, хотя различные ящерицы и сцинки встречаются гораздо чаще.

## Галерея

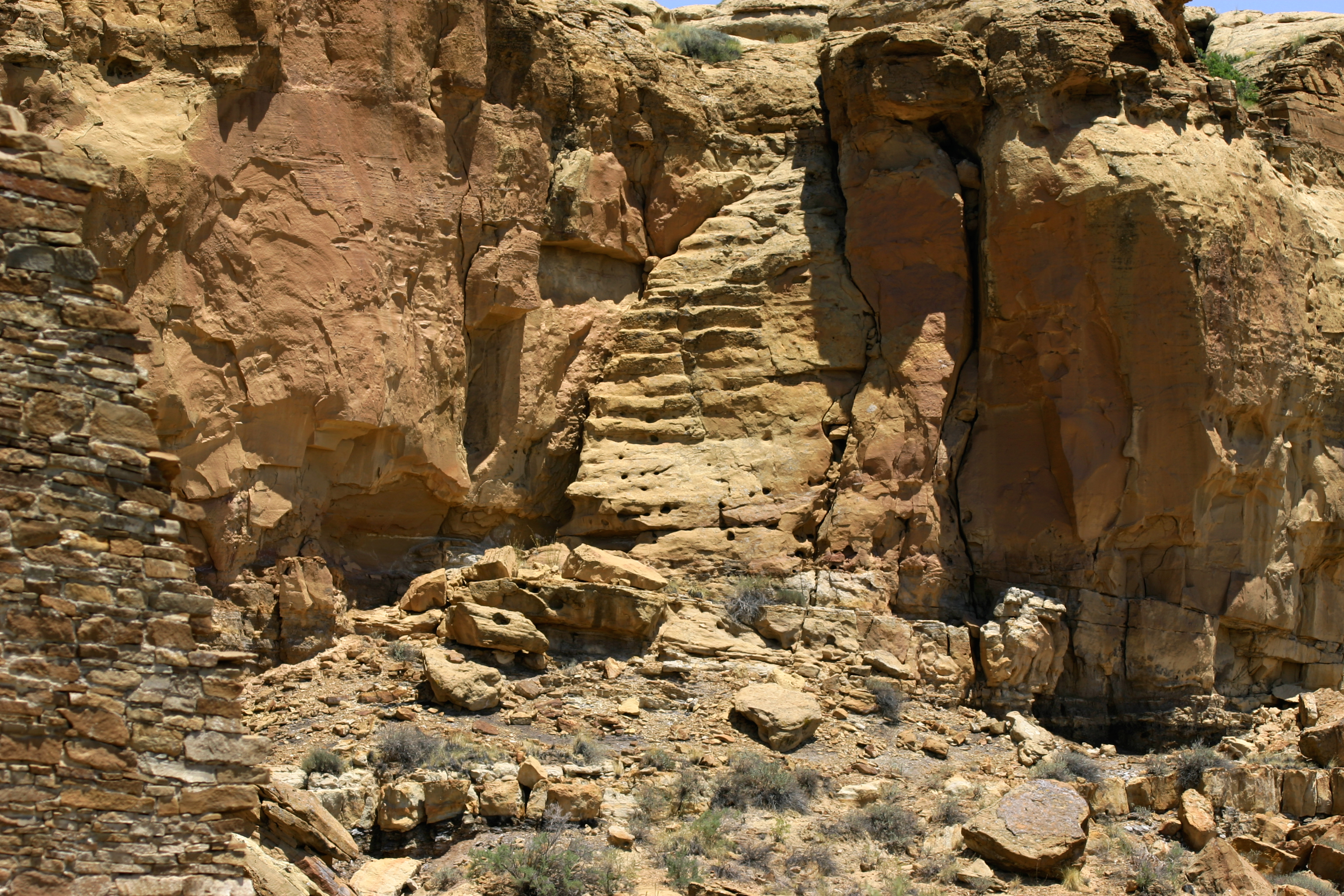
Доисторическая лестница Чако, Национальный исторический парк Чако, Нью-Мексико
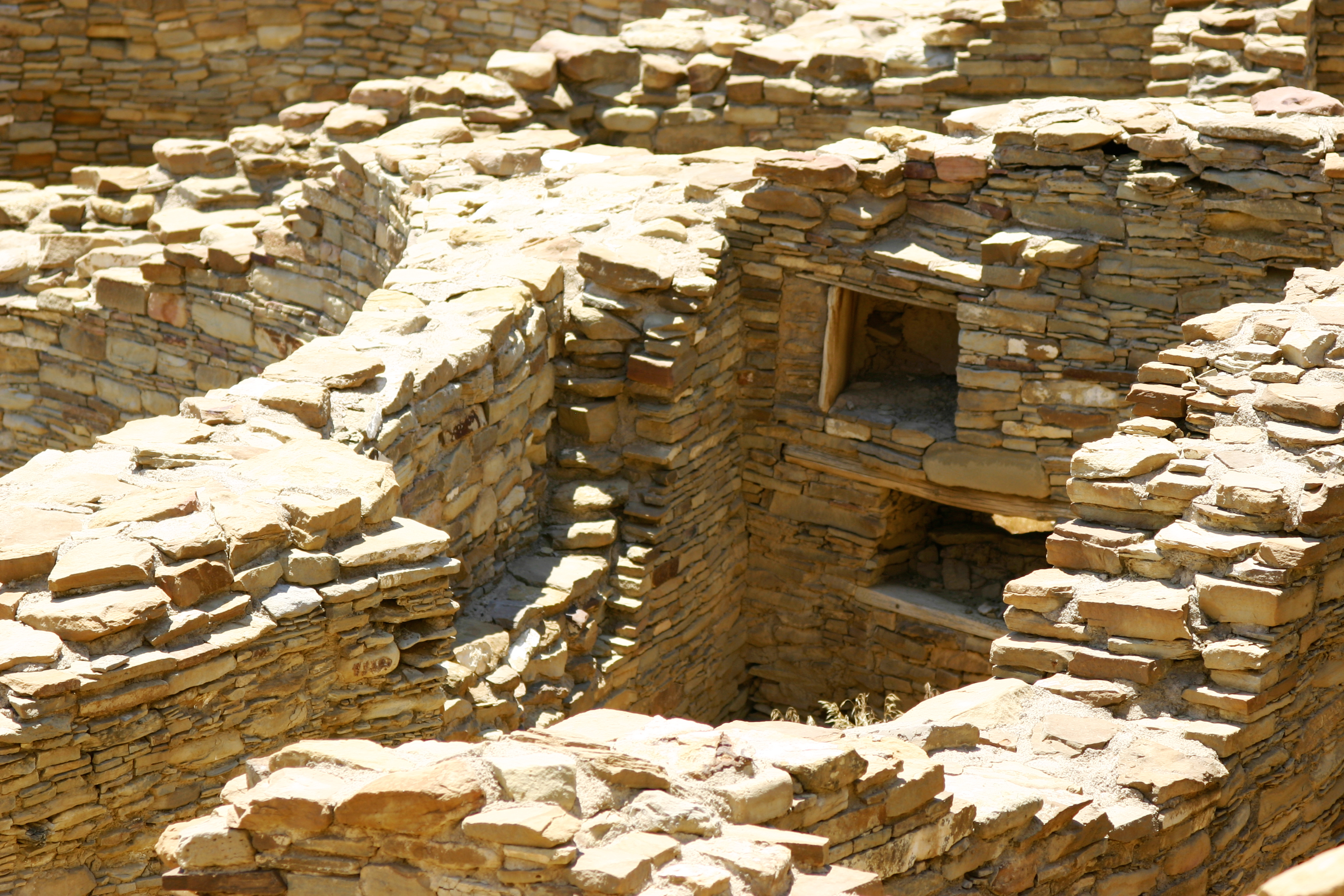
Деталь Чако Кива, Национальный исторический парк Чако, Нью-Мексико
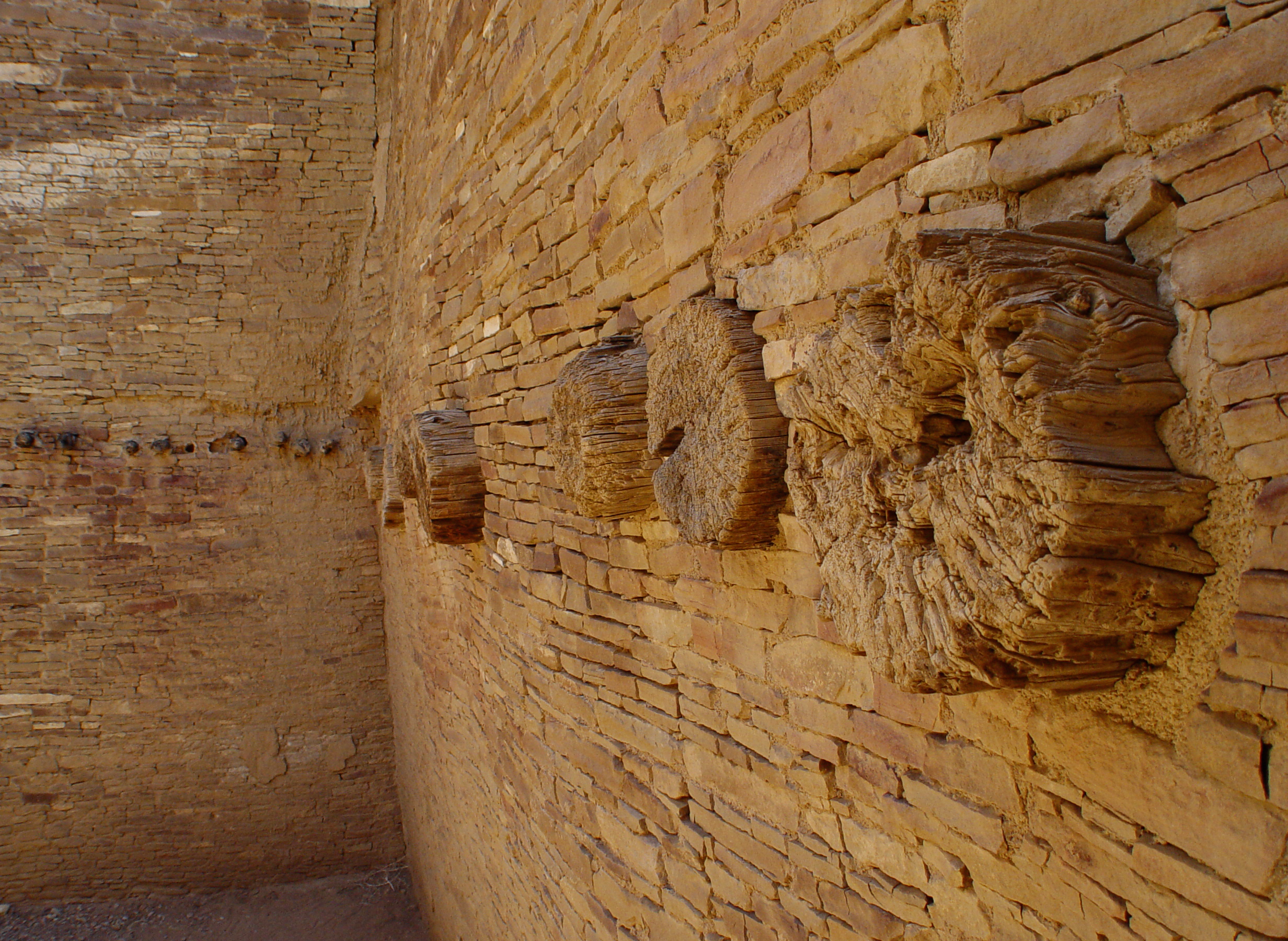
Внутренняя стена Чако, Национальный исторический парк Чако, Нью-Мексико
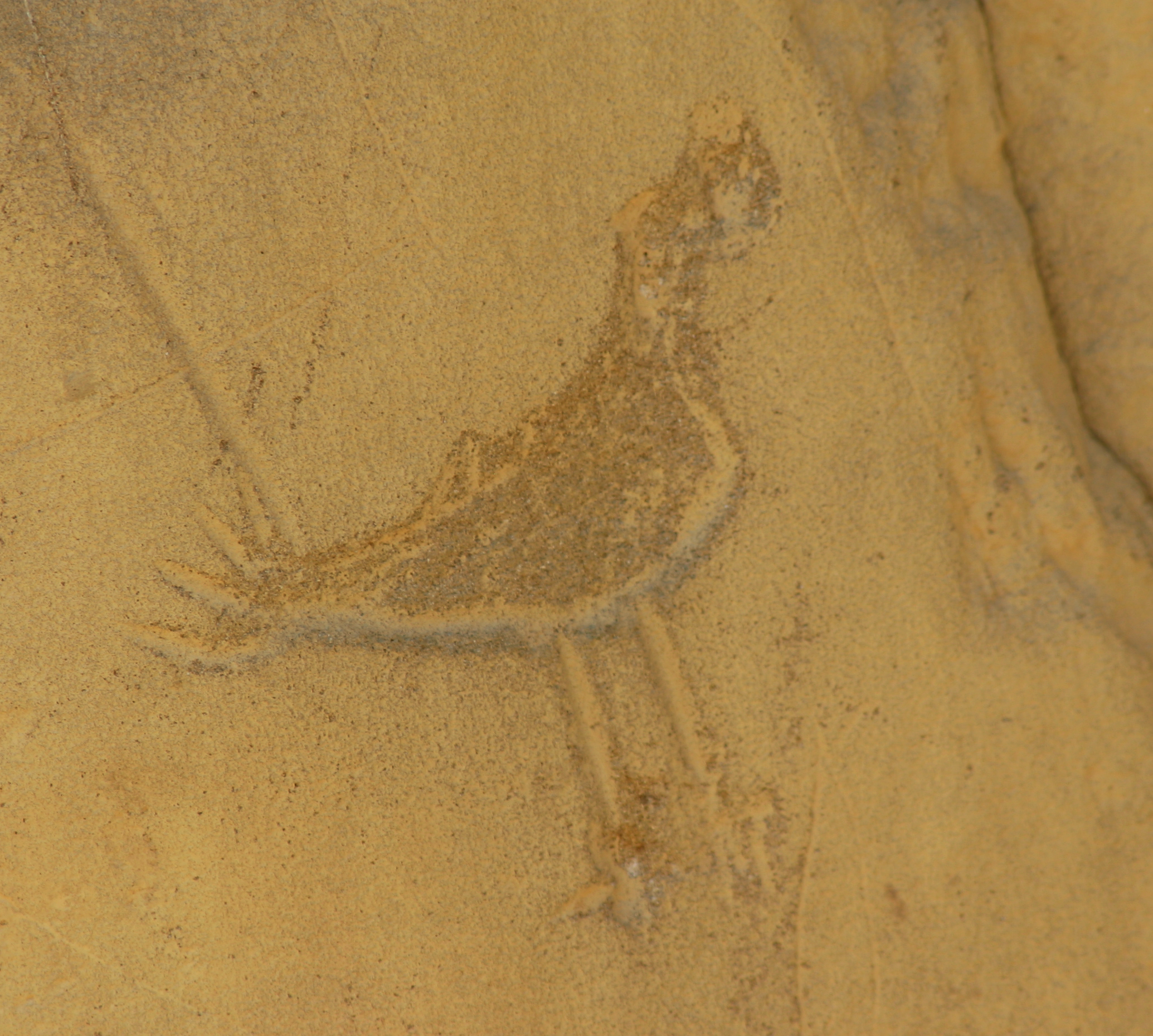
Пиктограмма Чако, Национальный исторический парк Чако, Нью-Мексико